# Véronique Riotton
Véronique Riotton, née le 2 novembre 1969 à Bonneville (Haute-Savoie), est une femme politique française
Membre de La République en marche (LREM) puis de Renaissance (RE), elle est députée de la 1re circonscription de la Haute-Savoie depuis 2017.
Elle a été successivement : vice-présidente du groupe LREM, puis vice-président et présidente par intérim de la commission du Développement durable et de l'Aménagement du territoire de l'Assemblée nationale. 
Depuis 2022, elle est Présidente de la Délégation au Droits des Femmes et de l'Égalité Femmes-Hommes à l'Assemblée nationale,. Elle siège au groupe Ensemble pour la République.

## Biographie

### Jeunesse, famille et formation
Née d’un père haut-savoyard et d’une mère catalane, Véronique Riotton a pratiqué le patinage artistique en sport-études à Annecy. Elle possède une licence de l’École supérieure de commerce de Chambéry Savoie.
Elle est mère de deux enfants.

### Parcours professionnel
Elle réalise effectue 20 ans de carrière dans le développement des ressources humaines pour différentes entreprises en Haute-Savoie avant de se mettre à son compte.

## Parcours politique

### Députée de laXVelégislature
Investie par La République en marche en 2017, elle se présente aux élections législatives de 2017 dans la 1re circonscription de la Haute-Savoie. Au deuxième tour, elle obtient 64,32 % des suffrages exprimés face à la candidate Annabel André-Laurent du parti Les Républicains (LR),,. Elle succède à Bernard Accoyer, membre de LR et ancien Président de l'Assemblée Nationale
En octobre 2018, après l'élection de Gilles Le Gendre comme président du groupe La République en marche, elle devient vice-présidente du groupe chargée de la valorisation des talents et l'organisation générale.
Elle est corapporteure, avec Stéphanie Kerbarh, du projet de loi relatif à la lutte contre le gaspillage et à l’économie circulaire. Cette loi s'articule autour de quatre grands axes : réduire les déchets ; mieux informer le consommateur ; lutter contre le gaspillage et favoriser le réemploi et la réutilisation ; renforcer la responsabilité des producteurs. Elle est qualifiée d"ambitieuse" au niveau européen par de nombreux acteurs de l'économie circulaire.
Elle est élue vice-présidente de la commission du Développement durable et de l'Aménagement du territoire de l’Assemblée nationale en juin 2020, puis présidente le mois suivant, succédant à Barbara Pompili, nommée au gouvernement. Laurence Maillart-Méhaignerie lui succède ensuite.

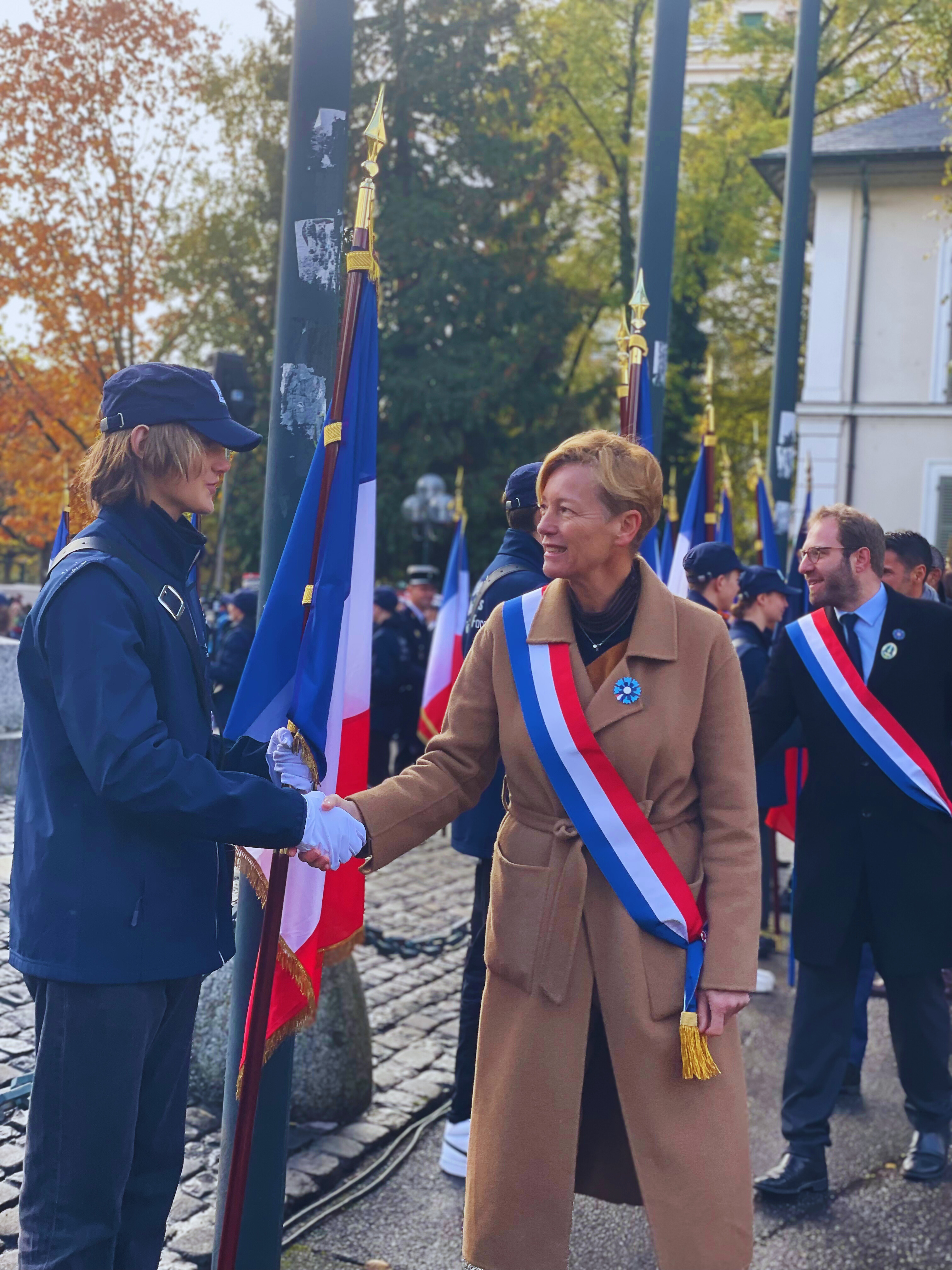
Véronique Riotton lors des commémorations du 11 novembre 2023

Selon Contexte, elle appartient au pôle écologiste du groupe LREM. Elle indique qu'elle « milite pour une écologie pragmatique, pour une alliance entre l’écologie et l’économie », et plaide pour « un Grenelle de l’industrie décarbonée ». Elle préside le Conseil national de l'économie circulaire (CNEC) en 2021.

### Députée de laXVIelégislature
Elle est réélue députée en juin 2022, recueillant 62,65 % des voix face à Anne-Valérie Duval (NUPES).
En juillet 2022, elle rejoint alors la commission des Affaires culturelles et de l'Éducation et la délégation aux Droits des Femmes où elle est élue Présidente, succédant à Marie-Pierre Rixain.
En 2024, avec Stéphane Delautrette, elle est nommée co-rapporteure de la mission d'évaluation de l'impact de la loi du 10 février 2020 relative à la lutte contre le gaspillage et à l'économie circulaire dont elle avait été rapporteure. L'évaluation mitigée et le rapport propose une centaine de propositions pour corriger la loi et la rendre plus efficace.
Avec Stéphane Viry, elle est nommée co-rapporteure  d’une mission d’information sur « Comment développer la pratique féminine du sport ? ». Sorti en juin 2024, le rapport préconise le développement de quatre leviers pour développer la pratique féminine du sport : l’éducation, la visibilité, la gouvernance et le financement.
En circonscription, elle lance deux initiatives de démocratie participative : Les Citoyens Engagés et le Parlement des Jeunes qui rassemblent près de 100 citoyens de tous âges et horizons de la 1ere circonscription de Haute-Savoie qui débattent, échangent et formulent des propositions.

### Députée de laXVIIelégislature

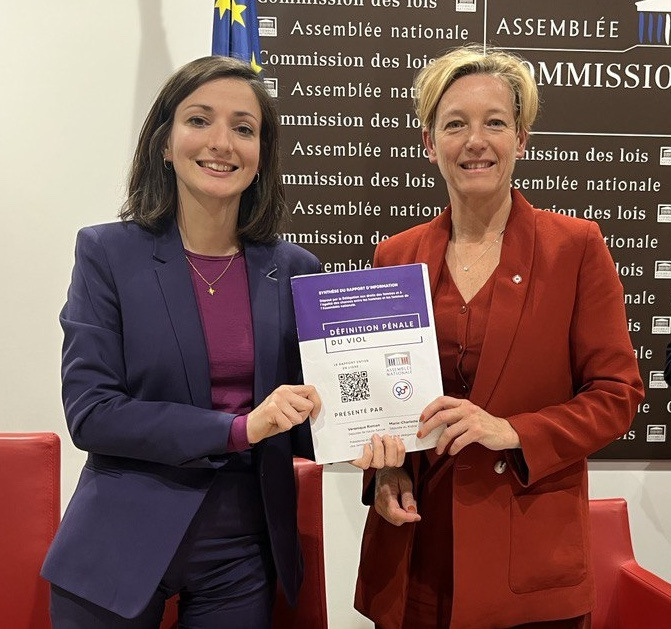
Véronique Riotton et Marie-Charlotte Garin avec leur proposition de loi pour introduire la notion de consentement dans la définition pénale du viol

À la suite de la dissolution, Véronique Riotton se présente à nouveau, sous l'étiquette de la coalition Ensemble dans la 1ere circonscription de la Haute-Savoie et l'emporte le 7 juillet 2024, au second tour, après désistement de la candidate LFI-NFP arrivée 3eme, face au candidat RN avec 64,23% des suffrages,. Elle rejoint de nouveau  la commission des Affaires culturelles et de l'Éducation.
Le 4 octobre 2024, Véronique Riotton est de nouveau candidate à la présidence de la Délégation aux droits des femmes. La députée Riotton remporte l'élection à la suite du retrait de la candidature du député RN Emmanuel Taché de la Pagerie. Elle mène avec la députée Marie-Charlotte Garin au sein de cette Délégation une mission d'information sur la définition légale du viol, qui aboutit à un rapport adopté en janvier 2025 : leurs préconisations visent en particulier à expressément ajouter le consentement des personnes dans la définition pénale des agressions sexuelles dont fait partie le viol,,. La proposition de loi pour "modifier la définition pénale du viol et des agressions sexuelles" qui suit le rapport est adoptée en première lecture à l'Assemblée nationale le 1er avril 2025,  et adopté par le Sénat le 17 juin 2025

### Prises de position
Véronique Riotton défend une approche transpartisane du travail parlementaire, privilégiant la recherche du consensus. Ses engagements portent notamment sur la promotion de l’égalité et de l’émancipation individuelle, qu’elle associe aux politiques de l’emploi, de l’éducation et du sport. Elle soutient par ailleurs la transition écologique et économique, encourage la participation citoyenne et se déclare attachée aux valeurs de l’Union européenne. 

## Synthèse des résultats électoraux

### Élections législatives
| Année              | Parti | Parti | Circonscription     | 1er tour | 1er tour   | 1er tour | 2d tour | 2d tour    | 2d tour |  | Issue  |
| Année              | Parti | Parti | Circonscription     | Voix     | % Exprimés | Rang     | Voix    | % Exprimés | Rang    |  | Issue  |
| ------------------ | ----- | ----- | ------------------- | -------- | ---------- | -------- | ------- | ---------- | ------- |  | ------ |
| 2017               |       | LREM  | 1re de Haute-Savoie | 23 631   | 47,96      | 1re      | 25 174  | 64,32      | 1re     |  | Élue   |
| 2022               |       | RE    | 1re du Haute-Savoie | 19 000   | 36,35      | 1re      | 29 312  | 62,65      | 1re     |  | Élue   |
| 2024 (dissolution) |       | EPR   | 1re du Haute-Savoie | 28 079   | 35,64      | 1re      | 49 164  | 64,23      | 1re     |  | Réélue |